# Like a Villain
Like a Villain è un singolo del gruppo musicale statunitense Bad Omens, pubblicato il 19 gennaio 2022 come terzo estratto dal terzo album in studio The Death of Peace of Mind.

## Descrizione
Il brano presenta sonorità descritte dalla critica specializzata come alternative/nu metal, con un breve breakdown caratterizzato da un cantato in screaming di Noah Sebastian. La sua realizzazione è avvenuta di pari passo alla precedente traccia What It Cost (che ne costituisce l'interludio) e ha avuto ispirazione da un loop distorto di batteria originariamente creato da Travis Barker che Sebastian e il chitarrista Joakim Karlsson hanno scoperto per caso, decidendo di realizzarne una propria versione fatta successivamente suonare a Nick Folio.
Lo stesso Sebastian ha inoltre spiegato che la necessità di dare vita a Like a Villain è dovuta alla mancanza di ritornelli e riff di chitarra in What It Cost (costituita da due strofe ed altrettanti pre-ritornelli su una strumentazione unicamente elettronica) e solo più tardi il gruppo ha preso la decisione di separare le due tracce una volta avvertite le potenzialità da singolo radiofonico nella nuova versione.

## Video musicale
Il video, diretto da Orie McGinness, è stato reso disponibile il 3 febbraio 2022 attraverso il canale YouTube della Sumerian Records

## Tracce
Testi e musiche di Noah Sebastian e Joakim Karlsson.
1. Like a Villain – 3:30

Edizione di Spotify
1. What Do You Want from Me? – 2:55 (Jessie Cash, Noah Sebastian, Joakim Karlsson)
2. Artificial Suicide – 3:15 (Jessie Cash, Noah Sebastian, Joakim Karlsson)
3. The Death of Peace of Mind – 3:15

## Formazione
Hanno partecipato alle registrazioni, secondo le note di copertina di The Death of Peace of Mind:
Gruppo
- Noah Sebastian – voce, programmazione
- Joakim Karlsson – chitarra, programmazione, voce aggiuntiva
- Nicholas Ruffilo – chitarra, basso
- Nick Folio – batteria

Produzione
- Noah Sebastian – produzione, ingegneria del suono
- Joakim Karlsson – produzione, ingegneria del suono
- Matt Dierkens – ingegneria del suono
- Zakk Cervini – missaggio, mastering
- Nik Trekov – assistenza al missaggio

## Classifiche
| Classifica (2023)             | Posizione massima |
| ----------------------------- | ----------------- |
| Stati Uniti (hard rock)       | 17                |
| Stati Uniti (mainstream rock) | 10                |

## Date di pubblicazione
| Paese                 | Data di pubblicazione | Formato                      | Note   |
| --------------------- | --------------------- | ---------------------------- | ------ |
| Mondo                 | 19 gennaio 2022       | Download digitale, streaming | [ 10 ] |
| Stati Uniti d'America | 1º febbraio 2022      | Airplay                      | [ 11 ] |